# Godert Willem de Vos van Steenwijk (1845-1890)
Godert Willem baron de Vos van Steenwijk tot Dikninge (De Wijk, 8 december 1845 – Zwolle, 7 januari 1890) was een Nederlands politicus.
Hij was een zoon van Reint Hendrik baron de Vos van Steenwijk tot Dikninge en Anna Adriana barones de Vos van Steenwijk.
De Vos van Steenwijk was een Liberaal Drents Eerste Kamerlid. Na in Leiden zijn beide rechtenstudies, Romeins en hedendaags recht, te hebben voltooid met een proefschrift over het dienstbodenrecht (1870) werd advocaat te Zwolle en hij wethouder van de Drentse plattelandsgemeente De Wijk.
In 1884 werd hij tot Eerste Kamerlid gekozen, na het bedanken van twee andere kandidaten. Hij combineerde dat ambt vanaf 1888 met het burgemeesterschap van De Wijk. De Vos van Steenwijk was sinds 1874 gehuwd met Gerharda Ditmera van Nes van Meerkerk. Hij overleed begin 1890 aan een longontsteking.
- Biografisch Portaal: 32506209
- Digitale Bibliotheek voor de Nederlandse Letteren: vos_110
- International Standard Name Identifier: 0000 0003 8864 7898
- Nederlandse Thesaurus van Auteursnamen: 074041061
- Parlement.com: vg09llc8idty
- Virtual International Authority File: 281836761
- WorldCat: E39PBJg8C9r7kwwHfxvFJvHHmd